# Blosyrus
Blosyrus är ett släkte av skalbaggar. Blosyrus ingår i familjen vivlar.

## Dottertaxa tillBlosyrus, i alfabetisk ordning[1]
- Blosyrus abyssinicus
- Blosyrus adustus
- Blosyrus aequalis
- Blosyrus alticola
- Blosyrus angulatus
- Blosyrus arcanus
- Blosyrus asellus
- Blosyrus aspericollis
- Blosyrus basilicus
- Blosyrus batatae
- Blosyrus bengalensis
- Blosyrus bufo
- Blosyrus caesicollis
- Blosyrus callosicollis
- Blosyrus camerunensis
- Blosyrus carinatus
- Blosyrus caudatus
- Blosyrus chinensis
- Blosyrus cinctus
- Blosyrus costatus
- Blosyrus decoratus
- Blosyrus depressus
- Blosyrus distinctus
- Blosyrus dorsalis
- Blosyrus electus
- Blosyrus elegantulus
- Blosyrus estriatus
- Blosyrus extrusus
- Blosyrus faber
- Blosyrus falcatus
- Blosyrus fasciculatus
- Blosyrus fasciculosus
- Blosyrus globosus
- Blosyrus globulipennis
- Blosyrus gressorius
- Blosyrus griseo-viridis
- Blosyrus haroldi
- Blosyrus herthus
- Blosyrus hirtulus
- Blosyrus hovanus
- Blosyrus humeralis
- Blosyrus hystrix
- Blosyrus impar
- Blosyrus impendens
- Blosyrus inaequalis
- Blosyrus incisus
- Blosyrus inflatus
- Blosyrus interpositus
- Blosyrus ipomoeae
- Blosyrus japonicus
- Blosyrus jucundus
- Blosyrus legantulus
- Blosyrus lentulus
- Blosyrus liratus
- Blosyrus lotus
- Blosyrus macropus
- Blosyrus manicanus
- Blosyrus mirandus
- Blosyrus morio
- Blosyrus mozambicus
- Blosyrus multituberculatus
- Blosyrus murinus
- Blosyrus nigellus
- Blosyrus nossibianus
- Blosyrus nubifer
- Blosyrus nudoguttatus
- Blosyrus obesus
- Blosyrus obliquatus
- Blosyrus olivieri
- Blosyrus oniscus
- Blosyrus ornatus
- Blosyrus ovatus
- Blosyrus parvus
- Blosyrus perrieri
- Blosyrus philippinensis
- Blosyrus pictus
- Blosyrus pilosellus
- Blosyrus posticus
- Blosyrus pretiosus
- Blosyrus priscus
- Blosyrus pudibundus
- Blosyrus rugulosus
- Blosyrus saevus
- Blosyrus scopulifer
- Blosyrus sculpticollis
- Blosyrus sellatus
- Blosyrus seminitidus
- Blosyrus serietuberculatus
- Blosyrus setifer
- Blosyrus severus
- Blosyrus signaticollis
- Blosyrus similis
- Blosyrus simplex
- Blosyrus simplicifrons
- Blosyrus speciosus
- Blosyrus spongifer
- Blosyrus stephani
- Blosyrus striatulus
- Blosyrus sulcicollis
- Blosyrus superciliosus
- Blosyrus tibialis
- Blosyrus transversicollis
- Blosyrus trifornatus
- Blosyrus trivialis
- Blosyrus trux
- Blosyrus tuberculatus
- Blosyrus tuberculipennis
- Blosyrus unisulcatus
- Blosyrus variabilis
- Blosyrus variegatus
- Blosyrus ventricosus
- Blosyrus vestitus
- Blosyrus viduatus
- Blosyrus zavattarii